# Hiromu Nonaka
Hiromu Nonaka 野中 廣務 (Nonaka Hiromu?) (Kyoto, 20 ottobre 1925 – Kyoto, 26 gennaio 2018) è stato un politico giapponese.
Fu membro del Partito Liberal Democratico e della Camera dei rappresentanti.

## Incarichi ricoperti
- Ministro degli Interni e capo della National Public Safety Commission, 1994-1995 (amministrazione Tomiichi Murayama)
- Segretario Generale di Gabinetto, 1998-1999 (amministrazione Keizō Obuchi)
- Capo dell'Okinawa Development Agency, 1999

## Carriera
Nel 2001 si candidò come Primo ministro.
Il 5 giugno 2013, Hiromu Nonaka formò una delegazione includente il Primo Ministro Yukio Hatoyama per visitare Pechino. Incontrarono Liu Yunshan. Nel 1972, il governo giapponese aprì negoziazioni con il premier cinese Zhou Enlai per stabilire le relazioni diplomatiche formali e firmarono il Comunicato Congiunto del Governo del Giappone e del Governo della Repubblica Popolare Cinese, quando Nonaka era nell'assemblea della Prefettura di Kyoto, undici anni prema che entrasse nella Camera dei rappresentanti.